# Polymera (Polymerodes) leucostropha
Polymera (Polymerodes) leucostropha is een tweevleugelige uit de familie steltmuggen (Limoniidae). De soort komt voor in het Neotropisch gebied.